# Logan (Virgínia Ocidental)
Logan é uma cidade localizada no estado norte-americano de Virgínia Ocidental, no Condado de Logan.

## Demografia
Segundo o censo norte-americano de 2000, a sua população era de 1630 habitantes.
Em 2006, foi estimada uma população de 1537, um decréscimo de 93 (-5.7%).

## Geografia
De acordo com o United States Census Bureau tem uma área de
3,3 km², dos quais 3,0 km² cobertos por terra e 0,3 km² cobertos por água. Logan localiza-se a aproximadamente 222 m acima do nível do mar.

## Localidades na vizinhança
O diagrama seguinte representa as localidades num raio de 8 km ao redor de Logan.